# Vaunaveys-la-Rochette
 Vaunaveys-la-Rochette  là một xã thuộc tỉnh Drôme trong vùng Auvergne-Rhône-Alpes đông nam nước Pháp. Xã Vaunaveys-la-Rochette nằm ở khu vực có độ cao trung bình 300 mét trên mực nước biển.